# 江桂
江桂（1581年—1610年），字元直，號一愚，四川潼川州中江縣人，軍籍，明朝政治人物。

## 生平
庚子四川鄉試第四名舉人，萬曆三十八年（1610年）庚戌科會試六十三名，第三甲第一百五十名進士。通政司觀政，授直隸溧陽縣知縣，卒。。

## 家族
曾祖江俊；祖父江廷曜；父江文現；母湯氏；許氏；王氏。慈侍下。兄江松（選貢），弟江楫（庠生）；江杭（庠生）